# Asier Benito
Asier Benito Sasiain (Amurrio, 11 febbraio 1995) è un calciatore spagnolo, attaccante del Sestao River.

## Carriera
Cresciuto nel settore giovanile dell'Aurrerá Vitoria, nel 2013 è stato acquistato dall'Alavés, che lo ha aggregato alla propria squadra riserve. Ha esordito in prima squadra il 13 marzo 2016, disputando l'incontro di Segunda División perso per 3-1 sul campo dell'Osasuna, scendendo poi nuovamente in campo sei giorni dopo nel pareggio per 0-0 contro il Lugo. Pur non facendo parte stabilmente della rosa, ha contribuito con queste due presenze alla vittoria del campionato cadetto. Nel 2017 è passato all'Athletic Bilbao, dove ha giocato per due stagioni con la squadra riserve. Il 2 luglio 2019 è stato acquistato dall'Eibar, firmando un contratto triennale, ma pochi giorni dopo è stato ceduto in prestito al Ponferradina, in seconda divisione. L'8 settembre 2020 è passato, sempre in prestito, al Numancia, in terza divisione. L'11 giugno 2021 è stato acquistato a titolo definitivo dai greci dell'Asteras Tripolīs.

## Statistiche

### Presenze e reti nei club
Statistiche aggiornate al 3 settembre 2022.
| Stagione               | Squadra                | Campionato             | Campionato | Campionato | Coppe nazionali | Coppe nazionali | Coppe nazionali | Coppe continentali | Coppe continentali | Coppe continentali | Altre coppe | Altre coppe | Altre coppe | Totale | Totale |
| Stagione               | Squadra                | Comp                   | Pres       | Reti       | Comp            | Pres            | Reti            | Comp               | Pres               | Reti               | Comp        | Pres        | Reti        | Pres   | Reti   |
| ---------------------- | ---------------------- | ---------------------- | ---------- | ---------- | --------------- | --------------- | --------------- | ------------------ | ------------------ | ------------------ | ----------- | ----------- | ----------- | ------ | ------ |
| 2015-2016              | Alavés                 | SD                     | 2          | 0          | CR              | -               | -               |                    | -                  | -                  |             | -           | -           | 2      | 0      |
| 2017-2018              | Bilbao Athletic        | SDB                    | 36+2       | 12+0       |                 | -               | -               |                    | -                  | -                  |             | -           | -           | 38     | 12     |
| 2018-2019              | Bilbao Athletic        | SDB                    | 26         | 6          |                 | -               | -               |                    | -                  | -                  |             | -           | -           | 26     | 6      |
| Totale Bilbao Athletic | Totale Bilbao Athletic | Totale Bilbao Athletic | 62+2       | 18+0       |                 | -               | -               |                    | -                  | -                  |             | -           | -           | 64     | 18     |
| 2019-2020              | Ponferradina           | SD                     | 30         | 2          | CR              | 2               | 0               |                    | -                  | -                  |             | -           | -           | 32     | 2      |
| 2020-2021              | Numancia               | SDB                    | 16+6       | 6+3        | CR              | 2               | 0               |                    | -                  | -                  |             | -           | -           | 24     | 9      |
| 2021-2022              | Asteras Tripolīs       | SL                     | 17+5       | 0          | CG              | 0               | 0               |                    | -                  | -                  |             | -           | -           | 22     | 0      |
| 2022-2023              | Asteras Tripolīs       | SL                     | 3          | 1          | CG              | 0               | 0               |                    | -                  | -                  |             | -           | -           | 3      | 1      |
| Totale carriera        | Totale carriera        | Totale carriera        | 143        | 30         |                 | 4               | 0               |                    | -                  | -                  |             | -           | -           | 147    | 30     |

## Palmarès

### Club

#### Competizioni nazionali
- Segunda División: 1

Alavés: 2015-2016